# Campeonato Alagoano de Futebol de 2025
O Campeonato Alagoano de Futebol de 2025 foi a 95ª edição do campeonato profissional de clubes de futebol do estado de Alagoas. Os dois primeiros colocados disputarão a Copa do Brasil de Futebol de 2026, enquanto o terceiro colocado disputará uma vaga com o campeão da Copa Alagoas de 2025.

## Regulamento
A competição com 8 (oito) participantes terá início em 9 de janeiro e término previsto para 6 de abril. O Campeonato Alagoano 2025 será disputado em duas fases distintas: Primeira Fase e Fase Final, que será dividida entre semifinal e final. Na Primeira Fase, as oito equipes jogarão em turno único. Os quatro primeiro se classificam e o último é rebaixado. Na semifinal, terá um cruzamento olímpico, com o primeiro e segundo colocados disputando o jogo de volta em casa. Se houver empate na soma dos dois jogos do mata-mata, a decisão da vaga será nos pênaltis. A final será disputada em dois jogos, com a segunda a partida tendo como mandante a equipe que tiver a melhor pontuação em todas as etapas do Alagoano. Não há vantagem em caso de empate na soma dos dois resultados. Caso a fase final termine em igualdade, o campeão será conhecido através da cobrança de pênaltis. 

## Equipes participantes

### Promovidos e rebaixados
| Pos. | Rebaixados da Primeira Divisão de 2024 |
| ---- | -------------------------------------- |
| 8º   | Cruzeiro de Arapiraca                  |

| Pos. | Promovido da Segunda Divisão de 2024 |
| ---- | ------------------------------------ |
| 1º   | Igaci                                |

## Primeira Fase
| Pos | Equipe    | Pts | J | V | E | D | GP | GC | SG  | Classificação ou descenso           |     | PEN     | CSA     | ASA | CRB | COR | MUR     | CSE     | IGA     |
| --- | --------- | --- | - | - | - | - | -- | -- | --- | ----------------------------------- | --- | ------- | ------- | --- | --- | --- | ------- | ------- | ------- |
| 1   | Penedense | 15  | 7 | 4 | 3 | 0 | 11 | 4  | +7  | Próxima fase                        |     | —       | 2–0     |     |     | 0–0 | 1–0     |         |         |
| 2   | CSA       | 14  | 7 | 4 | 2 | 1 | 12 | 5  | +7  | Próxima fase                        |     |         | —       | 0–0 | -   |     | 2–0     | 3–0     |         |
| 3   | ASA       | 13  | 7 | 3 | 4 | 0 | 11 | 1  | +10 | Próxima fase                        |     | 1–1     |         | —   | 0–0 |     |         | 4–0     | 3–0[wo] |
| 4   | CRB       | 12  | 7 | 3 | 3 | 1 | 17 | 6  | +11 | Próxima fase                        |     | 1–2     | 2–3     |     | —   | 5–0 |         |         | 3–0[wo] |
| 5   | Coruripe  | 8   | 7 | 1 | 5 | 1 | 6  | 8  | −2  |                                     |     |         | 1–1     | 0–0 |     | —   |         |         | 3–0[wo] |
| 6   | Murici    | 6   | 7 | 1 | 3 | 3 | 5  | 8  | −3  |                                     |     |         | 0–3     | 0–0 | 2–2 | —   |         |         |         |
| 7   | CSE       | 5   | 7 | 1 | 2 | 4 | 5  | 14 | −9  |                                     | 1–2 |         |         | 1–5 | 0–0 | 0–0 | —       |         |         |
| 8   | Igaci     | 0   | 7 | 0 | 0 | 7 | 0  | 21 | −21 | Rebaixado à Segunda Divisão de 2026 |     | 0–3[wo] | 0–3[wo] |     |     |     | 0–3[wo] | 0–3[wo] | —       |

1. ↑  O Igaci anunciou a desistência do Campeonato Alagoano. Como consequência, a Federação Alagoana aplicou sanções financeiras e decretou o rebaixamento do clube.[3]

- W.O. ^  Devido a desistência do Igaci, todos os jogos envolvendo a equipe foi atribuída a vitória ao adversário por W.O., com resultado de 3–0.[3]

### Desempenho por rodada
Clubes que lideraram o grupo ao final de cada rodada:
| 1   | 2   | 3   | 4   | 5   | 6   | 7   |
| CRB | CSA | CSA | CSA | CSA | CSA | PEN |

Clubes que ficaram na última posição do grupo ao final de cada rodada:
| 1   | 2 | 3 | 4 | 5 | 6 | 7 |
| IGA |   |   |   |   |   |   |

## Fase final
Em itálico as equipes que possuem o mando de campo no primeiro jogo; em negrito as equipes vencedoras.
|  | Semifinais | Semifinais | Semifinais | Semifinais |   |     | Final | Final | Final | Final |
|  |            |            |            |            |   |     |       |       |       |       |
|  | ASA (pen)  | 1          | 0          | 1 (3)      |   |     |       |       |       |       |
|  | CSA        | 0          | 1          | 1 (2)      |   |     |       |       |       |       |
|  | CSA        | 0          | 1          | 1 (2)      |   | ASA | 2     | 1     | 3     |       |
|  |            |            |            |            |   | ASA | 2     | 1     | 3     |       |
|  |            | CRB        | 2          | 2          | 4 |     |       |       |       |       |
|  | CRB        | CRB        | 2          | 2          | 4 | 2   | 3     | 5     |       |       |
|  | CRB        |            |            |            |   | 2   | 3     | 5     |       |       |
|  | Penedense  | 0          | 1          | 1          |   |     |       |       |       |       |

### Semifinais
Ida
| 15 de fevereiro | CRB                          | 2 – 0          | Penedense | Rei Pelé, Maceió                                                          |
| 16:00 (UTC−3)   | Luis 54' · Anselmo Ramon 61' | Súmula Borderô |           | Público: 4 267 Renda: R$ 60 910,00 Árbitro: AL Wiomar Santana de Oliveira |

| 16 de fevereiro | ASA      | 1 – 0          | CSA | Fumeirão, Arapiraca                                                         |
| 16:00 (UTC−3)   | Zulu 21' | Súmula Borderô |     | Público: 3 083 Renda: R$ 72 915,00 Árbitro: AL Rafael Carlos Salgueiro Lima |

Volta
| 22 de fevereiro | CSA         | 1 – 0          | ASA | Rei Pelé, Maceió                                                            |
| 16:00 (UTC−3)   | Robinho 58' | Súmula Borderô |     | Público: 11 157 Renda: R$ 186 890,00 Árbitro: AL Márcio dos Santos Oliveira |

| 23 de fevereiro | Penedense         | 1 – 3          | CRB                                                | Alfredo Leahy, Penedo                                                               |
| 16:00 (UTC−3)   | Matheus Vitor 75' | Súmula Borderô | Matheus Vitor 1' (g.c.) · Daniel 90' · David 90+4' | Público: 2 026 Renda: R$ 21 320,00 Árbitro: AL José Ricardo Vasconcellos Laranjeira |

### Finais
Ida
| 8 de março    | ASA                                     | 2 – 2          | CRB                                      | Fumeirão, Arapiraca                                                          |
| 16:00 (UTC−3) | Júnior Viçosa 18' · Thiago Alagoano 61' | Súmula Borderô | Sousa Tibiri 61' (g.c.) · Thiaguinho 74' | Público: 6 527 Renda: R$ 150 645,00 Árbitro: AL Rafael Carlos Salgueiro Lima |

Volta
| 15 de março   | CRB                                         | 2 – 1          | ASA               | Rei Pelé, Maceió                                                            |
| 16:00 (UTC−3) | Higor Meritão 90+11' · Anselmo Ramon 90+16' | Súmula Borderô | Júnior Viçosa 63' | Público: 13 270 Renda: R$ 480 190,00 Árbitro: AL Marcio dos Santos Oliveira |

## Seletiva para a Copa do Brasil
O terceiro colocado na Classificação Geral do Alagoano 2025 disputará uma vaga na Copa do Brasil 2026 com o campeão da Copa Alagoas 2025.
Em itálico a equipe que possui o mando de campo no primeiro jogo; em negrito a equipe vencedora.
|  | Seletiva para a Copa do Brasil |   |   |   |
|  |                                |   |   |   |
|  | CSA                            | 0 | 1 | 1 |
|  | CSE                            | 0 | 0 | 0 |

## Classificação geral
| Pos | Equipe    | Pts | J  | V | E | D | GP | GC | SG  | Classificação ou descenso                                      |
| --- | --------- | --- | -- | - | - | - | -- | -- | --- | -------------------------------------------------------------- |
| 1   | CRB       | 22  | 11 | 6 | 4 | 1 | 26 | 10 | +16 | Campeão e classificado à Copa do Brasil de 2026                |
| 2   | ASA       | 17  | 11 | 4 | 5 | 2 | 15 | 6  | +9  | Vice-campeão e classificado à Copa do Brasil e Série D de 2026 |
| 3   | CSA       | 17  | 9  | 5 | 2 | 2 | 13 | 6  | +7  | Classificado a seletiva para a Copa do Brasil de 2026          |
| 4   | Penedense | 15  | 9  | 4 | 3 | 2 | 12 | 9  | +3  | Eliminado nas Semifinais                                       |
| 5   | Coruripe  | 8   | 7  | 1 | 5 | 1 | 6  | 8  | −2  | Eliminados na Primeira Fase                                    |
| 6   | Murici    | 6   | 7  | 1 | 3 | 3 | 5  | 8  | −3  | Eliminados na Primeira Fase                                    |
| 7   | CSE       | 5   | 7  | 1 | 2 | 4 | 5  | 14 | −9  | Eliminados na Primeira Fase                                    |
| 8   | Igaci     | 0   | 7  | 0 | 0 | 7 | 0  | 21 | −21 | Rebaixado à Segunda Divisão de 2026                            |

1. ↑  O Igaci anunciou a desistência do Campeonato Alagoano. Como consequência, a Federação Alagoana aplicou sanções financeiras e decretou o rebaixamento do clube.[3]

## Público
Maiores Públicos Pagantes
Estes são os cinco maiores públicos pagantes do campeonato, sem considerar as partidas com portões fechados
| N.º | Público | Mandante | Placar | Visitante | Estádio  | Data          | Rodada | Ref. |
| --- | ------- | -------- | ------ | --------- | -------- | ------------- | ------ | ---- |
| 1   | 7 243   | CRB      | 2 – 3  | CSA       | Rei Pelé | 25 de janeiro | 4ª     |      |
| 2   | 3 110   | ASA      | 0 – 0  | CRB       | Fumeirão | 16 de janeiro | 2ª     |      |
| 3   | 2 900   | CSA      | 3 – 0  | CSE       | Rei Pelé | 12 de janeiro | 1ª     |      |
| 4   | 2 498   | CSA      | 2 – 0  | Murici    | Rei Pelé | 18 de janeiro | 3ª     |      |
| 5   | 1 453   | ASA      | 1 – 1  | Penedense | Fumeirão | 19 de janeiro | 3ª     |      |

Menores Públicos Pagantes
Estes são os cinco menores públicos pagantes do campeonato, sem considerar as partidas com portões fechados
| N.º | Público | Mandante  | Placar | Visitante | Estádio       | Data          | Rodada | Ref. |
| --- | ------- | --------- | ------ | --------- | ------------- | ------------- | ------ | ---- |
| 1   | 173     | Murici    | 0 – 3  | ASA       | José Gomes    | 26 de janeiro | 4ª     |      |
| 2   | 262     | Penedense | 0 – 0  | Coruripe  | Alfredo Leahy | 26 de janeiro | 4ª     |      |
| 3   | 390     | Murici    | 2 – 2  | Coruripe  | José Gomes    | 15 de janeiro | 2ª     |      |
| 4   | 523     | CSE       | 1 – 2  | Penedense | Juca Sampaio  | 16 de janeiro | 2ª     |      |
| 5   | 730     | CSE       | 1 – 5  | CRB       | Juca Sampaio  | 19 de janeiro | 3ª     |      |

Médias de público
Estas são as médias de público dos clubes no campeonato. Considera-se apenas os jogos da equipe como mandante e o público pagante:
| Pos.  | Time      | Média | Total  | Mandos | Maior | Menor |
| ----- | --------- | ----- | ------ | ------ | ----- | ----- |
| 1     | CRB       | 7 243 | 7 243  | 1      | 7 243 |       |
| 2     | CSA       | 2 699 | 5 398  | 2      | 2 900 | 2 498 |
| 3     | ASA       | 2 281 | 4 563  | 2      | 3 110 | 1 453 |
| 4     | Coruripe  | 1 073 | 1 073  | 1      | 1 073 |       |
| 5     | CSE       | 626   | 1 253  | 2      | 730   | 523   |
| 6     | Penedense | 515   | 1 031  | 2      | 769   | 262   |
| 7     | Murici    | 281   | 563    | 2      | 390   | 173   |
| Total | Total     | 1 760 | 21 121 | 12     | 7 243 | 173   |